# Communauté de communes de la Haute Vallée de Chevreuse
Die Communauté de communes de la Haute Vallée de Chevreuse ist ein französischer Gemeindeverband mit der Rechtsform einer Communauté de communes im Département Yvelines in der Region Île-de-France. Der Gemeindeverband wurde am 10. Juli 2012 gegründet und umfasst zehn Gemeinden. Der Verwaltungssitz befindet sich im Ort Dampierre-en-Yvelines.

## Mitgliedsgemeinden
| Gemeinde                                               | Einwohner 1. Januar 2022 | Fläche km² | Dichte Einw./km² | Code INSEE | Postleitzahl |
| ------------------------------------------------------ | ------------------------ | ---------- | ---------------- | ---------- | ------------ |
| Chevreuse                                              | 5.531                    | 13,42      | 412              | 78160      | 78460        |
| Choisel                                                | 537                      | 8,73       | 62               | 78162      | 78460        |
| Dampierre-en-Yvelines                                  | 1.003                    | 11,17      | 90               | 78193      | 78720        |
| Le Mesnil-Saint-Denis                                  | 7.103                    | 8,95       | 794              | 78397      | 78320        |
| Lévis-Saint-Nom                                        | 1.610                    | 8,25       | 195              | 78334      | 78320        |
| Milon-la-Chapelle                                      | 292                      | 3,06       | 95               | 78406      | 78470        |
| Saint-Forget                                           | 445                      | 6,00       | 74               | 78548      | 78720        |
| Saint-Lambert                                          | 448                      | 6,61       | 68               | 78561      | 78470        |
| Saint-Rémy-lès-Chevreuse                               | 7.747                    | 9,65       | 803              | 78575      | 78470        |
| Senlisse                                               | 509                      | 7,90       | 64               | 78590      | 78720        |
| Communauté de communes de la Haute Vallée de Chevreuse | 25.225                   | 83,74      | 301              | –          | –            |